# 히케타역
히케타역(일본어: 引田駅)은 일본 가가와현 히가시카가와시에 위치한 시코쿠 여객철도 고토쿠 선의 철도역이다. 역 번호는 T10이며, 상대식 · 섬식의 형태를 합친 2면 3선 구조의 복합 승강장을 갖춘 지상역이다.

## 이용 현황
| 승차 인원 추이 | 승차 인원 추이 |
| 연도           | 1일 평균       |
| -------------- | -------------- |
| 2008           | 320            |
| 2009           | 310            |
| 2010           | 305            |
| 2011           | 296            |

## 역 주변
- 히케타 항
- 히가시카가와 시청 히케타 청사
- 다노우라 해수욕장

## 역사
- 1928년 4월 15일 : 일본국유철도의 역으로서 개업.
- 1987년 4월 1일 : 일본국유철도 분할 민영화에 의해, 시코쿠 여객철도가 승계.
- 2005년 10월 : 역사의 개 · 보수 공사를 실시.

## 인접 역
| 시코쿠 여객철도                   | 시코쿠 여객철도 | 시코쿠 여객철도                   |
| --------------------------------- | --------------- | --------------------------------- |
| T 11 사누키시로토리 다카마쓰 방면 | 고토쿠 선       | 사누키아이오이 T 09 도쿠시마 방면 |